# Silver Lining Music Ltd.
La Silver Lining Music Ltd. è un'etichetta discografica indipendente inglese con sede a Londra fondata nel 2017 a Londra da Thomas Jensen
La label è specializzata nella pubblicazione di artisti e gruppi musicali della scena hard rock ed heavy metal.